# Абузяров, Исмаил Хасянович
Исмаил Хасянович Абузяров (1904 — 1938) — киргизский советский партийный деятель, исполнял обязанности председателя Совета Народных Комиссаров Киргизской ССР с февраля по апрель 1938 года.

## Биография
Родился в 1904 году в татарской семье. Окончил совпартшколу в 1925 году и заочно Комвуз в 1931 году.
Был членом ВКП(б) с 1927 года, членом ЛКСМ с 1923 по 1936 года.
Работал уполномоченным Кировской области КК-РКИ по Калининскому району, директором Киргизского Токмакского рабфака Наркомата совхозов КирАССР, 2-м секретарём Нарынского РК КПК (1935), 1-м секретарём Тогуз-Торовского райкома КП Киргизии (1935-1937), 1-м секретарём Кировского РК КПК (1937), наркомом здравоохранения Киргизской ССР и врио председателя СНК Киргизии (1937-1938). Был также ответственным редактором первого в Кыргызстане медицинского периодического издания «Советское здравоохранение Киргизии».
В 1936 году получил строгий выговор «за проявление элементов нечестности в оформлении актов выдачи партдокументов».
Расстрелян в 1938 году.